# Larisa Zimin
Larisa Zimin (n. 14 februarie 1954) este o politiciană moldoveană, fost deputat în Parlamentul Republicii Moldova în Legislatura 2005-2009 pe listele Partidului Comuniștilor.